# Kathedraal van de Redding van het Volk
De Kathedraal van de Redding van het Volk (Roemeens: Catedrala Mântuirii Neamului), ook bekend als de Nationale kathedraal van Roemenië (Roemeens: Catedrala Națională), is een sinds 2010 in aanbouw zijnde Roemeens-orthodox kerkgebouw in Roemeense hoofdstad Boekarest. Het zal dienen als patriarchale kathedraal. De bouwstijl is neo-Byzantijns. De oplevering van het bouwwerk is gepland voor 26 oktober 2025.
De kerk staat voor het Parlementspaleis op de Dealul Spiriiheuvel. Het is de grootste oosters-orthodoxe kathedraal ter wereld. De hoge goudkleurige koepels van het godshuis zijn vanuit de wijde omgeving zichtbaar.
De wijding voor de eredienst vond plaats op 25 november 2018 in het bijzijn van vele kerkelijke hoogwaardigheidsbekleders, onder wie paus Franciscus.
Deze kathedraal is niet de grootste oriëntaals-orthodoxe kathedraal. Dat is de Geboortekathedraal van de Koptisch-Orthodoxe Kerk die sinds 2019 in de nieuwe hoofdstad van Egypte staat.